# Genesis (2025)
Genesis (2025) foi um evento de pay-per-view (PPV) de luta livre profissional produzido pela Total Nonstop Action Wrestling (TNA). O evento ocorreu em 19 de janeiro de 2025, no Curtis Culwell Center em Garland, Texas. Foi o décimo terceiro evento da cronologia do Genesis, e o primeiro a ser realizado desde o evento de 2021. O evento também contou com lutadores da marca NXT da WWE.
Dez lutas foram disputadas no evento, incluindo duas no pré-show. No evento principal, Joe Hendry derrotou Nic Nemeth para conquistar o Campeonato Mundial da TNA. Em outras lutas importantes, Tessa Blanchard venceu Jordynne Grace e Mike Santana derrotou Josh Alexander em uma luta "I Quit". Este evento foi marcante pela aparição dos lutadores do NXT Ashante "Thee" Adonis, Nathan Frazer, Axiom e Cora Jade.

## Produção

### Introdução
Em 2013, a Total Nonstop Action Wrestling descontinuou os eventos mensais de pay-per-view em favor dos eventos pré-gravados One Night Only. O Genesis foi produzido como PPV de 2005 a 2013, mas em 2014, o Genesis passou a ser transmitido como um especial de televisão do Impact Wrestling até 2018. O evento retornou em 2020 como um especial mensal para o Impact Plus, com a edição de 2021 ocorrendo em 9 de janeiro no Skyway Studios em Nashville, Tennessee.
Em 26 de outubro de 2024, no Bound for Glory, Santino Marella anunciou que o Genesis retornaria em 19 de janeiro de 2025, no Curtis Culwell Center em Garland, Texas.
Em 16 de janeiro de 2025, a TNA anunciou que o NXT participaria do pay-per-view Genesis, como parte da parceria oficial entre a WWE e a TNA.

### Histórias
O evento incluiu lutas que resultam de histórias com script, onde os lutadores retrataram heróis, vilões ou personagens menos distinguíveis em eventos que criaram tensão e culminaram em uma luta ou série de lutas.
No Bound for Glory, Nic Nemeth manteve o Campeonato Mundial da TNA contra Joe Hendry após uma intervenção de John Layfield. Desde então, Hendry jurou trabalhar para conquistar uma nova oportunidade pelo título mundial, embora seu relacionamento com Nemeth tenha se deteriorado ainda mais devido a mal-entendidos. Dois meses depois, no Final Resolution, Hendry derrotou Josh Alexander, Mike Santana e Steve Maclin em uma luta fatal 4-way para garantir uma luta pelo Campeonato Mundial da TNA no Genesis. Mais tarde naquela noite, Nemeth manteve o título contra A. J. Francis, tornando oficial a revanche entre ele e Hendry para o Genesis.
No episódio do Impact! de 2 de janeiro de 2025, após Ace Austin derrotar Kushida, Austin falou e agradeceu ao público pelo apoio ao seu parceiro de dupla, Chris Bey, que sofreu uma lesão legítima no pescoço durante as gravações do Impact! em 27 de outubro. Austin então anunciou sua intenção de lutar pelo Campeonato Mundial da TNA, após ser incentivado por Bey, o que chamou a atenção do campeão da X Division da TNA, Moose. Moose afirmou que Austin deveria desafiá-lo pelo "título principal" da TNA, como ele o via, e que Austin já havia sido campeão deste título antes. Moose continuou a provocar Austin quando ele ia mencionar Bey, o que fez Austin, enfurecido, exigir uma luta pelo título ali mesmo. O diretor de autoridade da TNA, Santino Marella, apareceu então, negando o pedido de Austin, mas anunciou que Austin, em vez disso, desafiaria Moose pelo Campeonato da X Division no Genesis. No entanto, no episódio seguinte, Moose e Alisha Edwards repudiaram o atual cinturão do Campeonato da X Division por sua "estética ruim" e prometeram estrear um novo cinturão no Genesis.
Josh Alexander e Mike Santana competiram em uma luta fatal 4-way para determinar o desafiante nº 1 ao Campeonato Mundial da TNA no Final Resolution, durante a qual Alexander amarrou Santana a um corrimão, impedindo-o de continuar na ação. Três semanas depois, no Impact!, Santana estava no ringue, relembrando aquela luta enquanto reafirmava seu desejo de não apenas conquistar o Campeonato Mundial da TNA, mas também se tornar o novo "padrão" da TNA. Isso provocou a ira do The Northern Armory (Alexander, Judas Icarus e Travis Williams), já que Alexander foi uma vez referido por esse título. Eles interromperam para zombar de Santana por suas falhas após sua saída da TNA, ao que Santana respondeu dizendo que o sucesso de Alexander se devia a bajular a diretoria. Isso levou a uma luta gauntlet na semana seguinte entre Santana e todos os três membros do The Northern Armory, na qual Santana venceu por desqualificação quando o grupo o atacou após ele ter conseguido chegar até Alexander. A TNA anunciou então uma luta entre Alexander e Santana para o Genesis. No episódio seguinte, The Northern Armory apareceu para afirmar que a luta entre Alexander e Santana não aconteceria devido ao ataque que cometeram contra Santana na semana anterior. No entanto, Santana rapidamente interrompeu o trio para não apenas confirmar que a luta aconteceria, mas também desafiou Alexander a transformá-la em uma luta "I Quit" no Genesis. Alexander aceitou, proclamando que apertaria a mão de Santana se ele vencesse.
No Final Resolution, Tessa Blanchard fez seu retorno à TNA após mais de quatro anos longe, atacando Jordynne Grace durante sua luta contra Rosemary. Quando questionada sobre suas ações logo após, pela repórter de bastidores Gia Miller, Blanchard declarou que retornou para lembrar às pessoas que ela foi a razão do sucesso da divisão das Knockouts, e não pessoas como Grace. Blanchard retornaria novamente no episódio do Impact! de 2 de janeiro, atacando Grace após uma luta de quintetos. Ela então arrastou Grace pela bagagem e a jogou para fora da arena, dizendo-lhe para sair de "sua" divisão. Na semana seguinte, Grace desafiou Blanchard a encontrá-la no ringue, o que aconteceu mais tarde naquela noite, levando a uma briga caótica. A TNA então anunciou que, durante o intervalo comercial, Santino Marella anunciou que Grace e Blanchard se enfrentariam no Genesis, sendo essa a primeira luta de Blanchard na TNA em cinco anos.

## Resultados
| Nº                                          | Resultados | Estipulações                                                                                      | Tempo |
| ------------------------------------------- | --- | ------------------------------------------------------------------------------------------------- | ----- |
| Pré- show                                   | Jake Something derrotou Ashante "Thee" Adonis                                                                      | Luta individual                                                                                   | 3:55  |
| Pré- show                                   | Frankie Kazarian derrotou Leon Slater                                                                              | Luta individual                                                                                   | 9:10  |
| 3                                           | Moose (c) (com Alisha Edwards e JDC) derrotou Ace Austin                                                           | Luta individual                                                                                   | 14:45 |
| 4                                           | Eric Young e Steve Maclin derrotaram The System (Eddie Edwards e Brian Myers) (com Alisha Edwards)                 | Luta de duplas                                                                                    | 7:30  |
| 5                                           | Spitfire (Jody Threat e Dani Luna) (c) derrotou Ash by Elegance e Heather by Elegance (com The Personal Concierge) | Luta de duplas pelo Campeonato Mundial de Duplas das Knockouts da TNA                             | 9:35  |
| 6                                           | Tessa Blanchard derrotou Jordynne Grace                                                                            | Luta individual                                                                                   | 20:15 |
| 7                                           | Mike Santana derrotou Josh Alexander                                                                               | Luta "I Quit" The Northern Armory (Judas Icarus e Travis Williams) foi banido da beira do ringue. | 23:15 |
| 8                                           | The Hardys (Jeff Hardy e Matt Hardy) (c) derrotaram The Rascalz (Trey Miguel e Zachary Wentz)                      | Luta de duplas pelo Campeonato Mundial de Duplas da TNA                                           | 14:00 |
| 9                                           | Masha Slamovich (c) derrotou Rosemary                                                                              | Luta Clockwork Orange House of Fun pelo Campeonato Mundial das Knockouts da TNA                   | 14:05 |
| 10                                          | Joe Hendry derrotou Nic Nemeth (c)                                                                                 | Luta individual pelo Campeonato Mundial da TNA Ryan Nemeth foi banido da beira do ringue.         | 19:10 |
| (c) – Refere-se aos campeões antes da luta. | |                                                                                                   |       |